# Fredrik Landergren (konstnär)

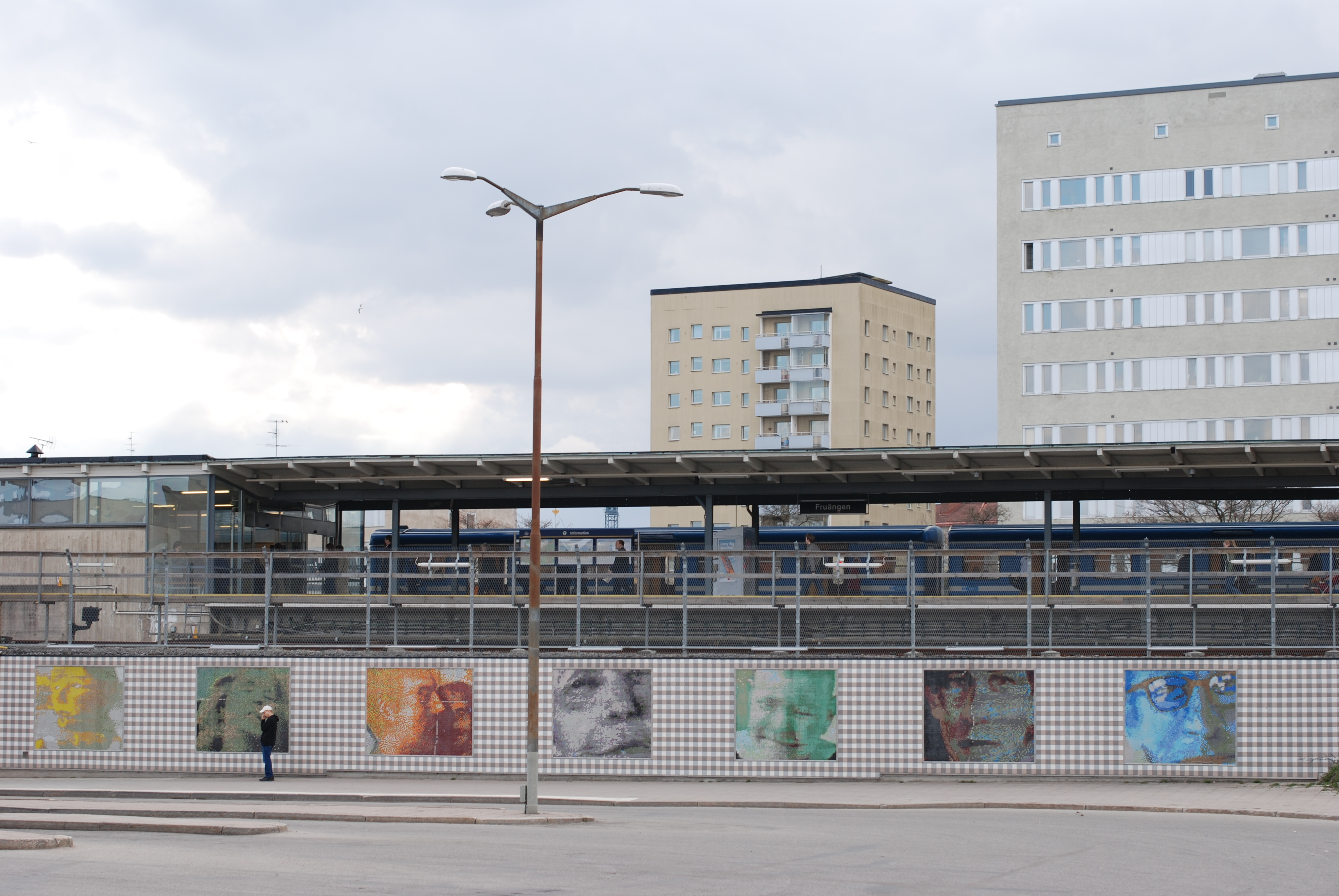
Människans livs ansikten vid Fruängens tunnelbanestation i Stockholm

Nils Fredrik Gram Landergren, född 9 november 1957 i Stockholm, är en svensk konstnär.
Landergren utbildades vid Konstfackskolan i Stockholm 1984–1989 och debuterade under sin studietid på Galleri Händer i Stockholm 1987. Han har ställt ut måleri på gallerier och konsthallar över stora delar av Sverige, bland annat på Galleri Doktor Glas, SAK, Konstepidemin och Konstnärshuset. Han deltog i utställningen Northern Lights - Contemporary Swedish Art  på konstmuseet i Vero Beach, USA, tillsammans med bland andra Lena Cronqvist.
Landergren målar i romantiskt realistisk stil och använder ofta familj och vänner som motiv. Han har målat stadsmotiv från Stockholm och landskap från Skaftö i Bohuslän. Flera av hans målningar bär slöjor av gulaktig lasyr.
Han har målat porträtt av bland andra Jan Stenbeck, Anders Scharp, Sara Danius, Ingmar Bergman och Carl Wilhelmson.
Landergren arbetar även med offentliga konstnärliga gestaltningar, företrädesvis i mosaik, kakel och emalj. Dessa verk återfinns vid flera tunnelbanestationer och bussterminaler i Stockholm. Han är son till Nils Landergren och Christina af Klercker.

## Offentliga verk i urval
- Människans livs ansikten, sju mosaikbilder infällda i en rutig klinkerbakgrund på en 36 meter lång vägg vid bussterminalen till Fruängens tunnelbanestation i Stockholm. Samt en stor ansiktsmosaik[13] infälld i rutig klinkerbakgrund av rödvita toner, ovanför trappan i biljetthallen, 2005. Beställare SL.
- Porträtt av Helene Schjerfbeck, Carl Fredrik Hill, Ernst Josephson och August Strindberg på husfasad, Valentin Sabbats gata 11 i Vasastan  i Stockholm, 2009. Beställare Folkhem[14] /byggmästare Sven-Harry Karlsson[15].
- Adam och Eva, kv. Lustgården, Lindhagensgatan 108, på västra Kungsholmen [16]. Två stora ansiktsmosaiker på sockeln invid vardera entré till bostadshuset. Mosaikerna består av tre delar: ansikte, landskapsbild (Edens lustgård), samt undertill en streckkod för människans genom. Beställare Stockholmshem (arkitekt Lars Werner), 2012.

## Fotogalleri

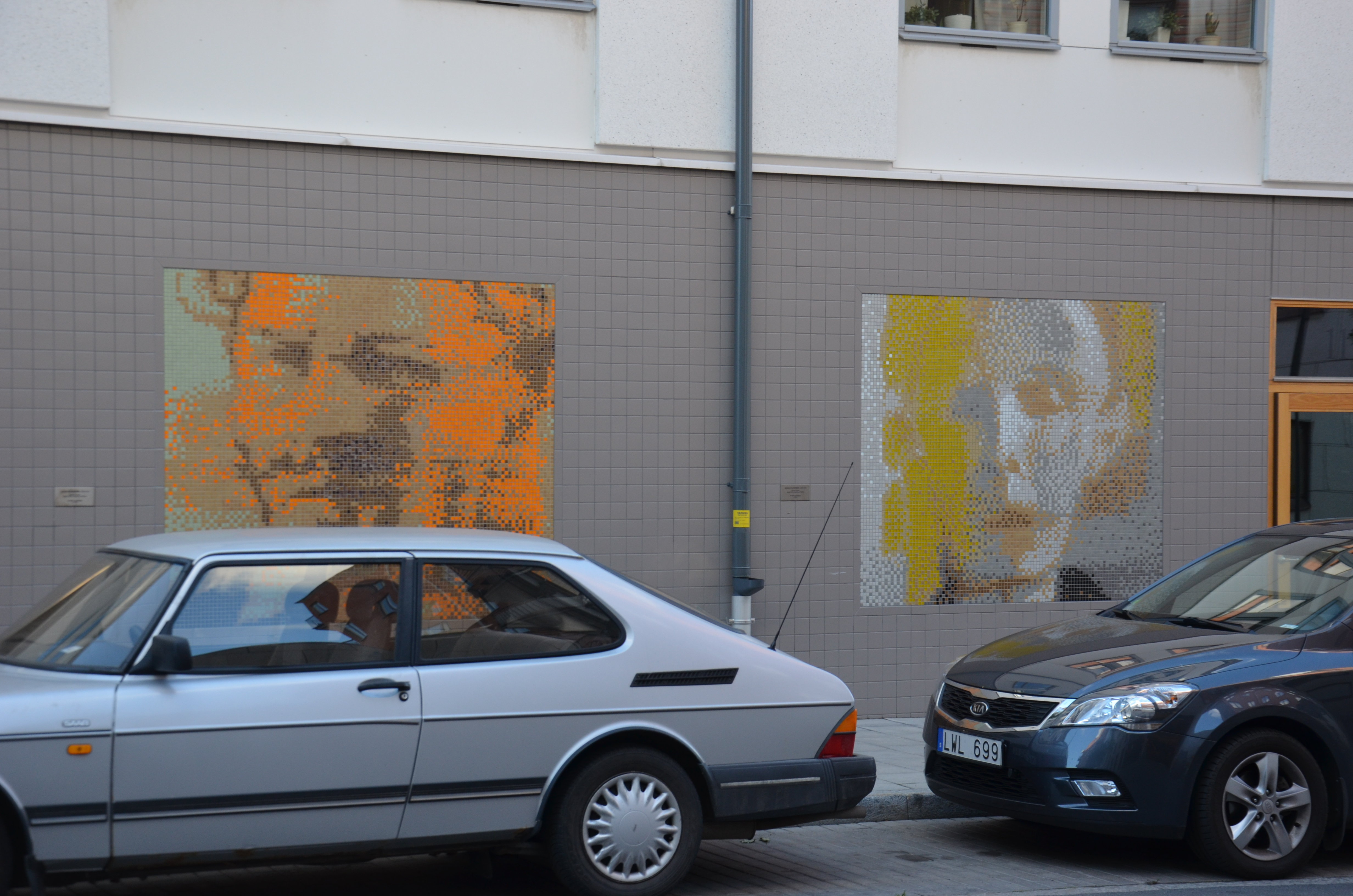
Mosaikporträtt av August Strindberg och Helene Schjerfbeck i Stockholm

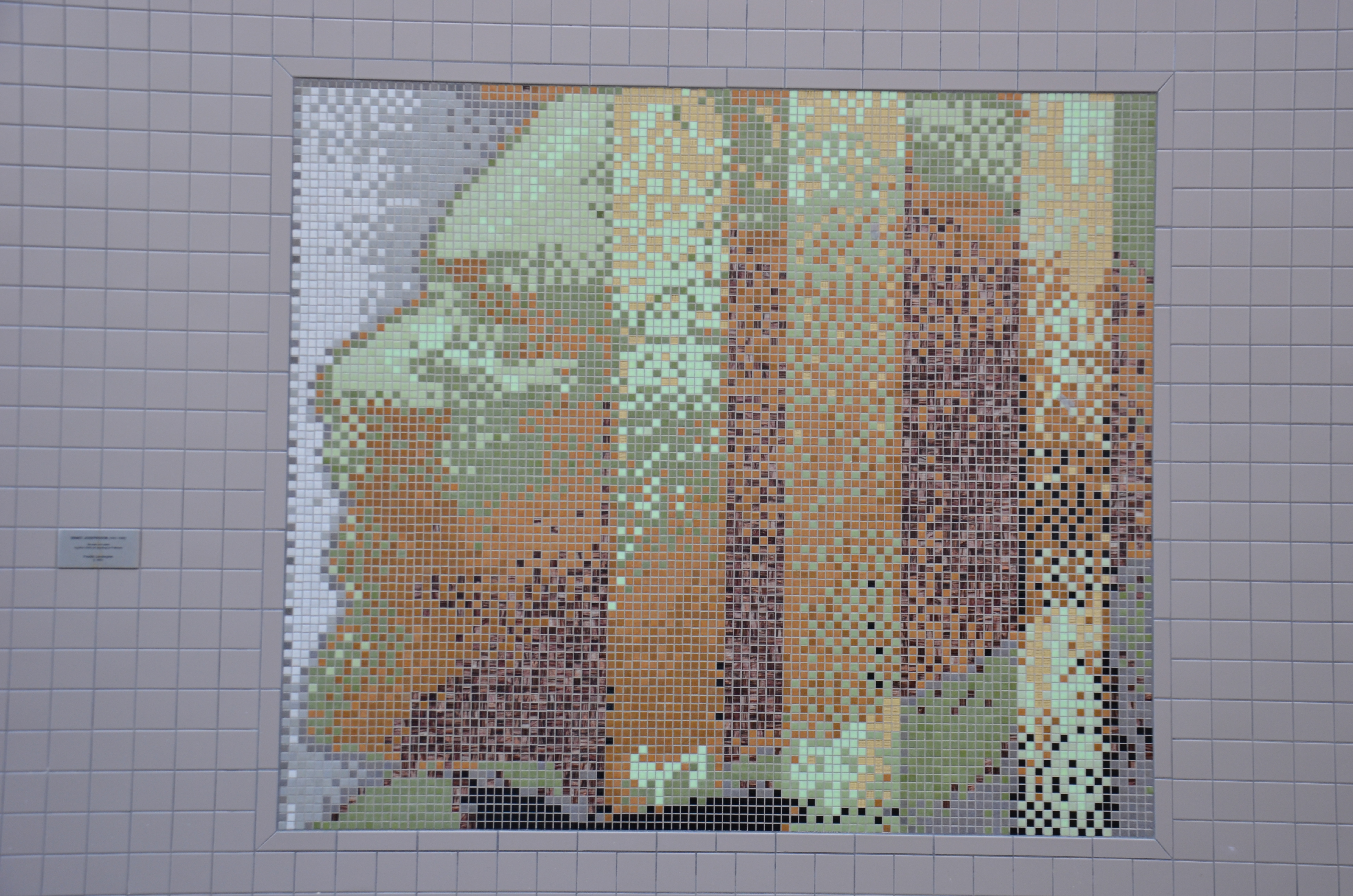
Porträtt av Ernst Josephson i Stockholm
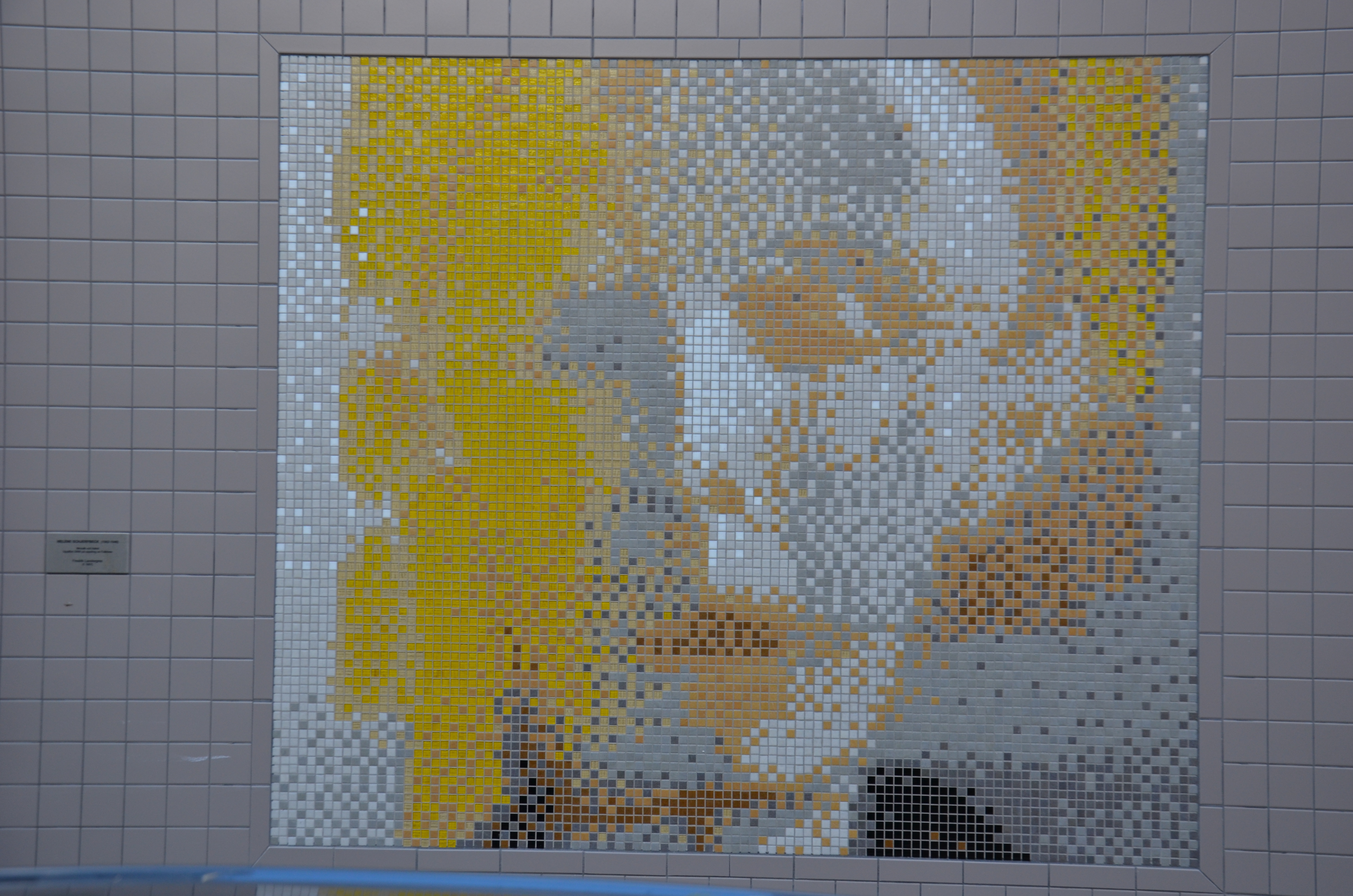
Porträtt av Helene Schjerfbeck i Stockholm
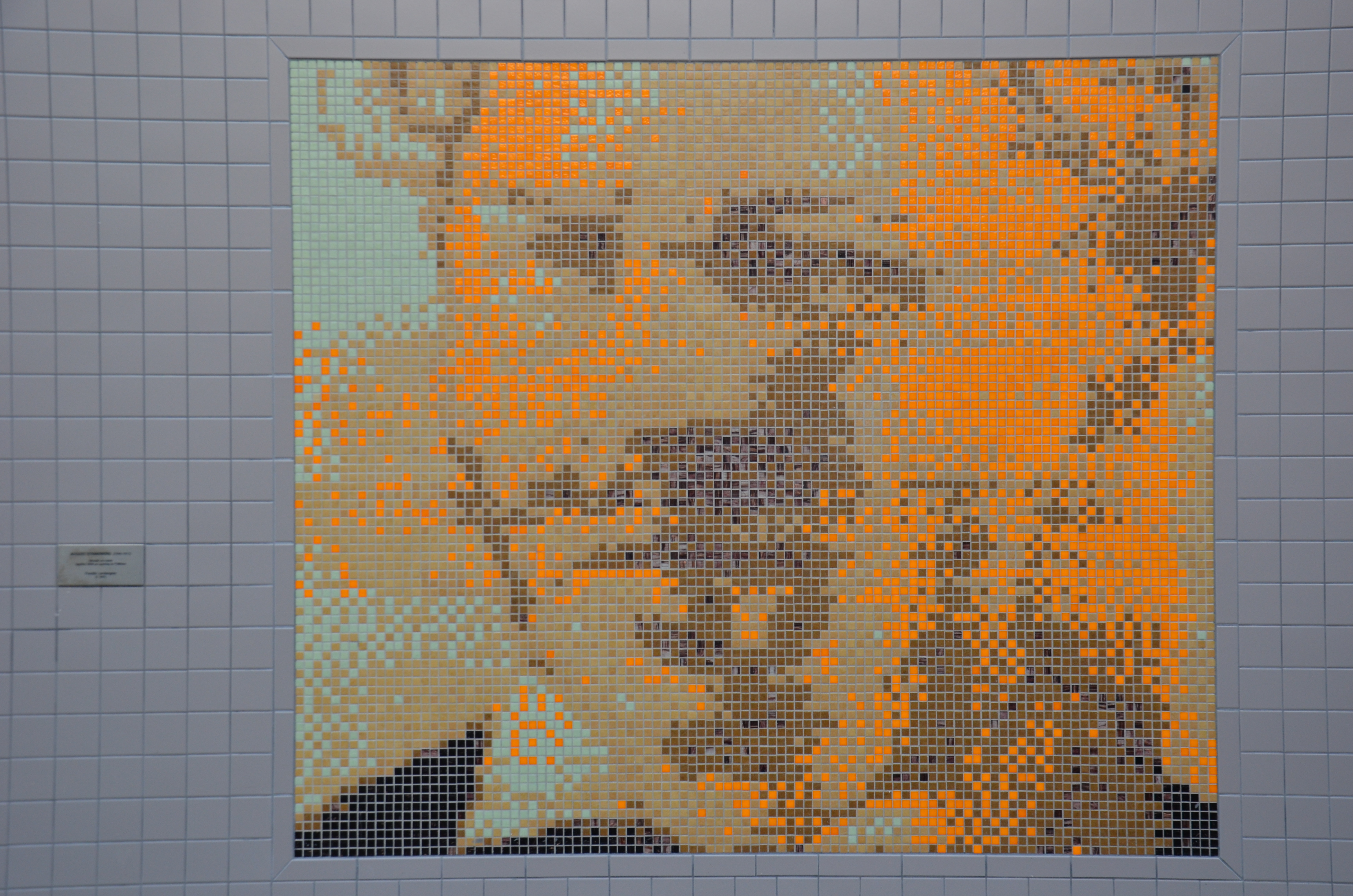
Porträtt av August Strindberg i Stockholm
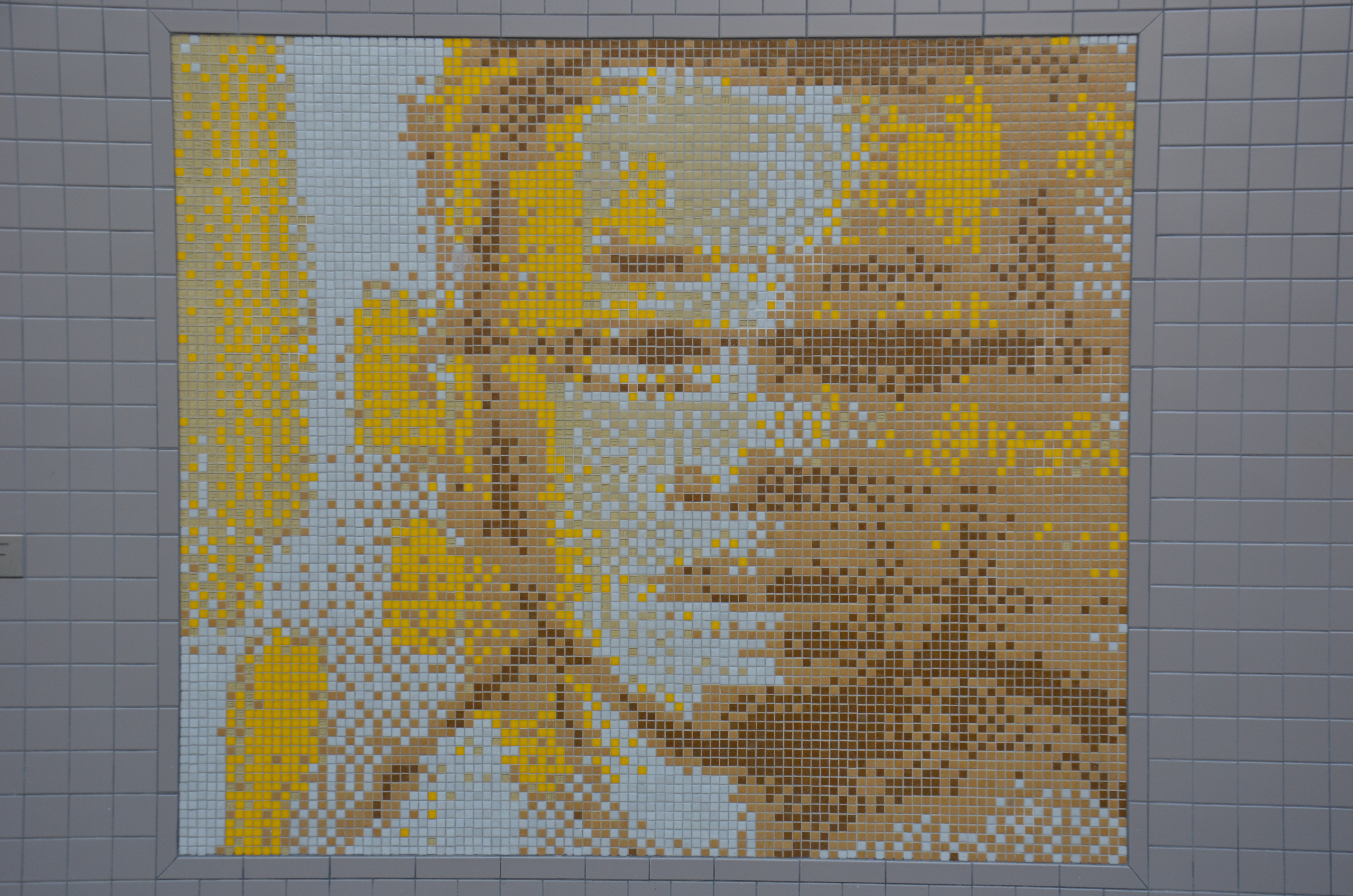
Porträtt av Carl Fredrik Hill i Stockholm